# Bezirk Oberrheintal
Der Bezirk Oberrheintal war bis 2003 eine Verwaltungseinheit des Kantons St. Gallen in der Schweiz. Er entstand 1831 durch Aufteilung des Bezirks Rheintal in den Bezirk Oberrheintal und den Bezirk Unterrheintal. Zusammen mit dem Bezirk Unterrheintal bildete er den Teil des St. Galler Rheintal zwischen Rheineck und Rüthi.
Seit 2003 ist der Bezirk Oberrheintal ein Teil des Wahlkreises Rheintal. Das Oberrheintal bildet eine Subregion des St. Galler Rheintals.
Siehe auch: Abschnitt Subregionen im Artikel St. Galler Rheintal

## Die Gemeinden des ehemaligen Bezirks Oberrheintal
| Wappen     | Gemeindename | PLZ       | Einwohner (31. Dezember 2023) | Fläche in km² | Einwohner pro km² |
| ---------- | ------------ | --------- | ----------------------------- | ------------- | ----------------- |
| Altstätten | Altstätten   | 9450      | 12'456                        | 39,46         | 316               |
| Eichberg   | Eichberg     | 9453      | 1571                          | 5,44          | 289               |
| Marbach    | Marbach      | 9437      | 2118                          | 4,38          | 484               |
| Oberriet   | Oberriet     | 9463      | 9291                          | 34,60         | 269               |
| Rebstein   | Rebstein     | 9445      | 5051                          | 4,39          | 1151              |
| Rüthi      | Rüthi        | 9464      | 2542                          | 9,33          | 272               |
| Total (6)  | Total (6)    | Total (6) | 32’529                        | 98,00         | 332               |

Das Bundesamt für Statistik führte den Bezirk unter der BFS-Nr. 1705.

## Veränderungen im Gemeindebestand

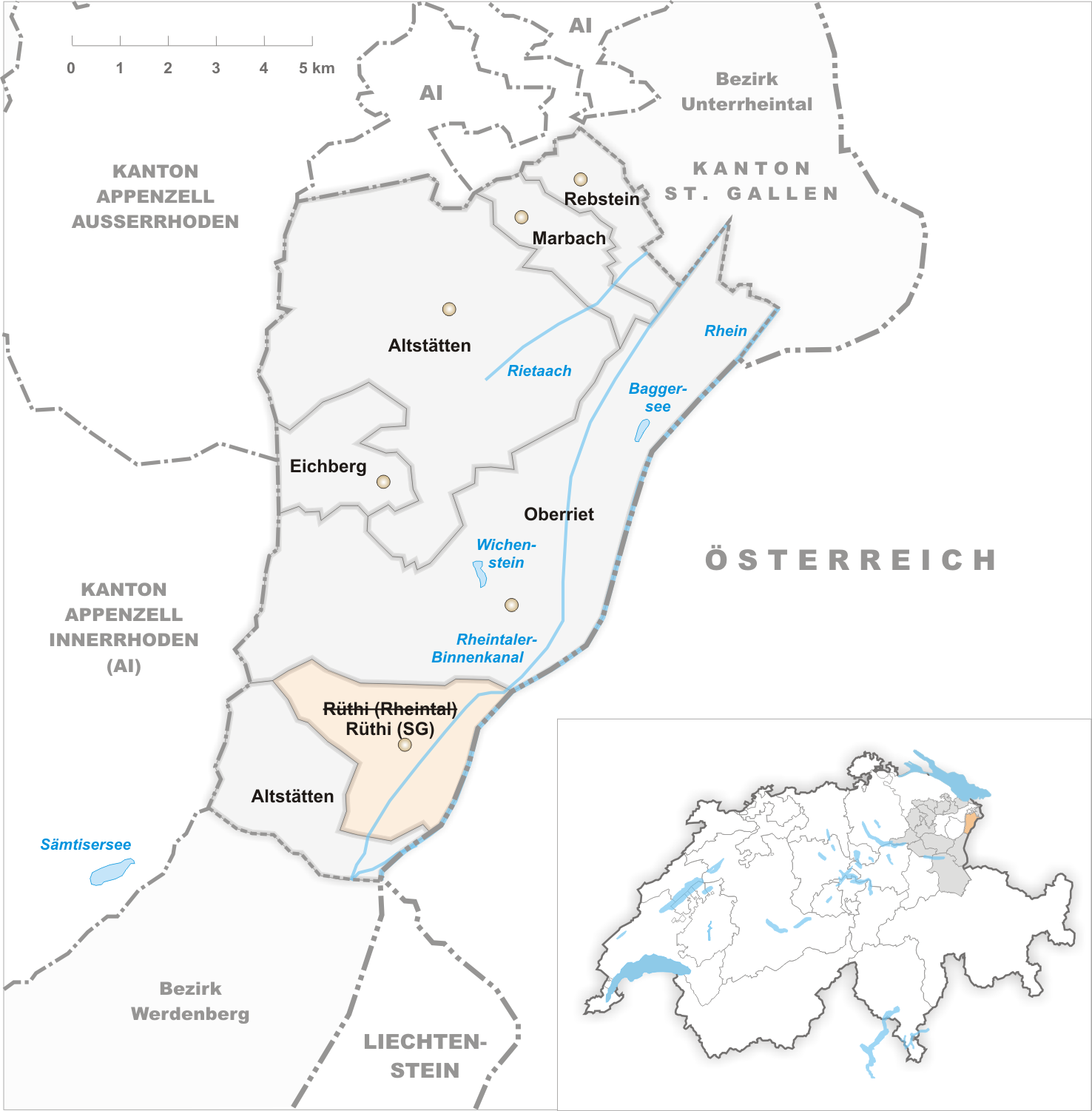
Gemeinden bis 1993

- 1994: Namensänderung von Rüthi (Rheintal) → Rüthi (SG)